# Сингалхой
Сингалхой (чечен. Сингалхой/Сингал-некъе) — историческая ветвь тайпа Гендарганой. Ряд исследователей выделяют сингалхойцев как сформировавшийся тайп в составе тукхума Нохчмахкахой. Больше всего представителей этого общества проживают в селении Новые Атаги.

## Общие сведения

### Происхождение
Родоначальник рода Сингалхой упоминается в русских источниках как «Гендергенойский Сингал». У него было семеро сыновей и одна дочь. Третий предок Сингала, которого звали Мусий, принял Ислам от миссионера Берса-Шейха. С тех пор все потомки Мусий, в том числе и сам Сингал, являлись мусульманами. Сингал владел большим участком равнинной плодородной земли от реки Аргуна до местности, где в наши дни расположено селение Новые Атаги. Сингал был физически сильным человеком. Он сам принёс и поставил на границу своего владения в качестве межевого знака большой камень, которого обычный человек был не в состоянии сдвинуть. Этот межевой камень назывался «Сингала камень» («Сингалан тӏулг»).

### Расселение
После расселения гендарганойцев из гор на предгорные и равнинные земли в XVII веке, первым поселением Сигнала и его потомков явилось селение Гендергеной, располагавшееся на территории нынешнего Шалинского района Чеченской Республики. В XVIII веке Гендергеной и близлежащий аул Беной были объединены в единое село и получили общее название «Новые Атаги». В этом селе сохранилось ряд топонимических названий, связанных с именем Сингала, в том числе Сингал-арц (хребет Сингала).